# Frička
Frička este o comună slovacă, aflată în districtul Bardejov din regiunea Prešov. Localitatea se află la altitudinea de 521 m deasupra n.m., se întinde pe o suprafață de 8,28 km2 și în 2017 număra 333 de locuitori. Se învecinează cu comuna Cigeľka.

## Istoric
Localitatea Frička este atestată documentar din 1618.

## Demografie
| An:                | 1994 | 2004    | 2014    | 2024   |
| ------------------ | ---- | ------- | ------- | ------ |
| Număr de persoane: | 217  | 255     | 321     | 337    |
| Diferență:         |      | +17,51% | +25,88% | +4,98% |

| An:                | 2023 | 2024   |
| ------------------ | ---- | ------ |
| Număr de persoane: | 334  | 337    |
| Diferență:         |      | +0,89% |